# 契苾葛
契苾葛，契苾氏，隋朝末年铁勒族契苾部首领。
据《新唐书·契苾何力传》，契苾葛为易勿施莫贺可汗契苾歌楞的儿子，《新唐书·回鹘传下》作契苾歌楞的弟弟。契苾葛以勇武著称，开始担任特勤，被称为“莫贺咄特勤”（史书误写为“勒”），辖地接近吐谷浑。因居住地狭隘，又多瘴疠之毒，于是迁徙到龟兹，后来居住在热海（今伊塞克湖）之北。去世时其子契苾何力年仅九岁。